# Weber
Weber je njemačko prezime.

## Poznati Weber
- Carl Maria von Weber, njemački skladatelj, dirigent i pijanistički virtuoz
- Josip Weber, hrvatski nogometaš
- Max Weber, njemački društveni istraživač i teoretičar
- Pupe Weber, hrvatski nogometaš
- Viktor Weber von Webenau, hrvatska muzikologinja, glazbena kritičarka, predavačica, pedagoginja i diplomat
- Wilhelm Eduard Weber, njemački fizičar
- Zdenka Weber, hrvatska muzikologinja, glazbena kritičarka, predavačica, pedagoginja i diplomat